# ゲイリー・イムホフ
ゲイリー・イムホフ（Gary Imhoff、1952年8月27日-）は、アメリカ合衆国の俳優。
ドン・ブルース監督、ジョディ・ベンソン主演の大ヒットアニメーション映画『おやゆび姫 サンベリーナ』のコーネリアス王子役の声優として、世界的に非常に高い知名度を誇る。また、『スパイダーマン』の超人気キャラクター、ハリー・オズボーンの声も担当したほか、トム・ハンクス主演の映画『グリーンマイル』にも大役で出演するなど、70歳となった現在にいたるまで着実にキャリアを積んでいる。

## 出演

### 映画
- 0086笑いの番号 The Nude Bomb (1980年 - ジェリー・クロヴニー役)
- グリーンマイル The Green Mile (1999年 - デル（演:マイケル・ジェッター）の処刑執行の場にいる夫役)

### アニメーション映画
- おやゆび姫 サンベリーナ Thumbelina (1994年 - コーネリアス王子役)

### TVアニメ
- スパイダーマン(Fox Kids) Spider-Man: The Animated Series (1994 - 1998年 - ハリー・オズボーン役)